# Liste der Venuskrater/P
| Name      | Position          | ⌀       | Benannt nach                                                                          |
| --------- | ----------------- | ------- | ------------------------------------------------------------------------------------- |
| Paige     | 1,2° S, 24,6° O   | 6,8 km  | italienischer Vorname                                                                 |
| Pamela    | 11° N, 121,5° W   | 14,2 km | englischer Vorname                                                                    |
| Parishan  | 0,2° S, 146,5° O  | 6,8 km  | kurdischer Vorname                                                                    |
| Parra     | 20,5° N, 78,5° O  | 42,4 km | Parra, chilenische Schriftstellerin                                                   |
| Parvina   | 62,2° S, 153° O   | 7 km    | tadschikischer Vorname                                                                |
| Pasha     | 42,7° N, 156,3° O | 7,2 km  | russischer Vorname                                                                    |
| Pat       | 2,9° N, 97,4° W   | 10,1 km | englischer Vorname                                                                    |
| Patimat   | 1,3° S, 156,5° O  | 5,1 km  | Vorname der Awaren                                                                    |
| Patti     | 35° N, 58,4° W    | 47 km   | Adelina Patti (1843–1919), spanische Opernsängerin                                    |
| Pavlinka  | 25,5° S, 158,7° O | 7,5 km  | Belorussischer Vorname                                                                |
| Peck      | 28,9° S, 65,7° W  | 30,4 km | Annie Smith Peck (1850–1935), US-amerikanische Bergsteigerin                          |
| Peggy     | 20,4° S, 2,8° W   | 11,9 km | englischer Vorname                                                                    |
| Peña      | 23,6° S, 169,4° W | 29,6 km | Tonita Peña (1893–1949), indianische Künstlerin                                       |
| Phaedra   | 35,9° N, 107,3° W | 15,7 km | griechischer Vorname                                                                  |
| Philomena | 40,7° S, 151,9° O | 14,8 km | griechischer Vorname                                                                  |
| Phryne    | 46,2° S, 45,3° W  | 39,4 km | Phryne (4. Jahrhundert v. Chr.), griechische Hetäre                                   |
| Phyllis   | 12,3° N, 132,4° O | 11,4 km | griechischer Vorname                                                                  |
| Piaf      | 0,8° N, 5,3° O    | 39,1 km | Édith Piaf (1915–1963), französische Sängerin                                         |
| Piret     | 37,8° N, 41,7° O  | 27 km   | estnischer Vorname                                                                    |
| Pirkko    | 44,8° N, 105,4° W | 12,3 km | finnischer Vorname                                                                    |
| Piscopia  | 1,5° N, 169,1° W  | 26,2 km | Elena Lucrezia Cornaro Piscopia (1646–1684), italienische Philosophin und Gelehrte    |
| Polenova  | 45,5° S, 24,5° W  | 41 km   | Jelena Dmitrijewna Polenowa (1850–1898), russische Malerin und Illustratorin          |
| Polina    | 42,4° N, 148,2° O | 21,6 km | russischer Vorname                                                                    |
| Ponselle  | 63° S, 70,9° W    | 57,7 km | Rosa Ponselle (1897–1981), US-amerikanische Opernsängerin                             |
| Potanina  | 31,6° N, 53,1° O  | 94,2 km | Alexandra Wiktorowna Potanina (1843–1893), russische Geografin und Forschungsreisende |
| Potter    | 7,2° N, 50,9° W   | 46,9 km | Beatrix Potter (1866–1943), englische Kinderbuchautorin und -illustratorin            |
| Prichard  | 44° N, 11,5° O    | 23,3 km | Katharine Susannah Prichard (1883–1969), australische Schriftstellerin                |
| Puhioia   | 20,6° N, 69,4° O  | 5,5 km  | Vorname der Maori                                                                     |
| Purev     | 31,1° S, 46,4° O  | 11,6 km | mongolischer Vorname                                                                  |
| Pychik    | 62,4° S, 33,8° O  | 10,1 km | tschuktschischer Vorname                                                              |